# Valtournenche

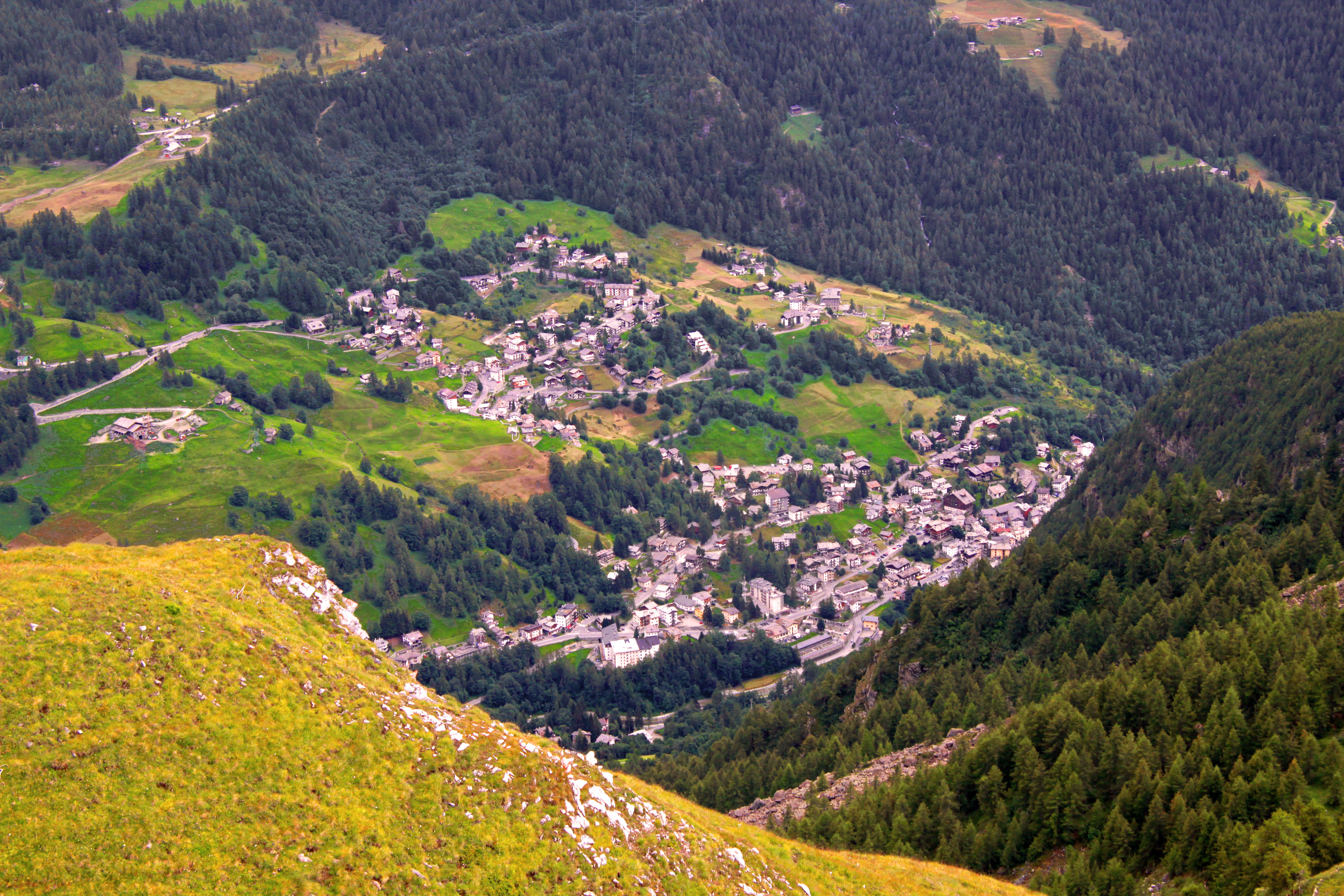
Blick auf Valtournenche

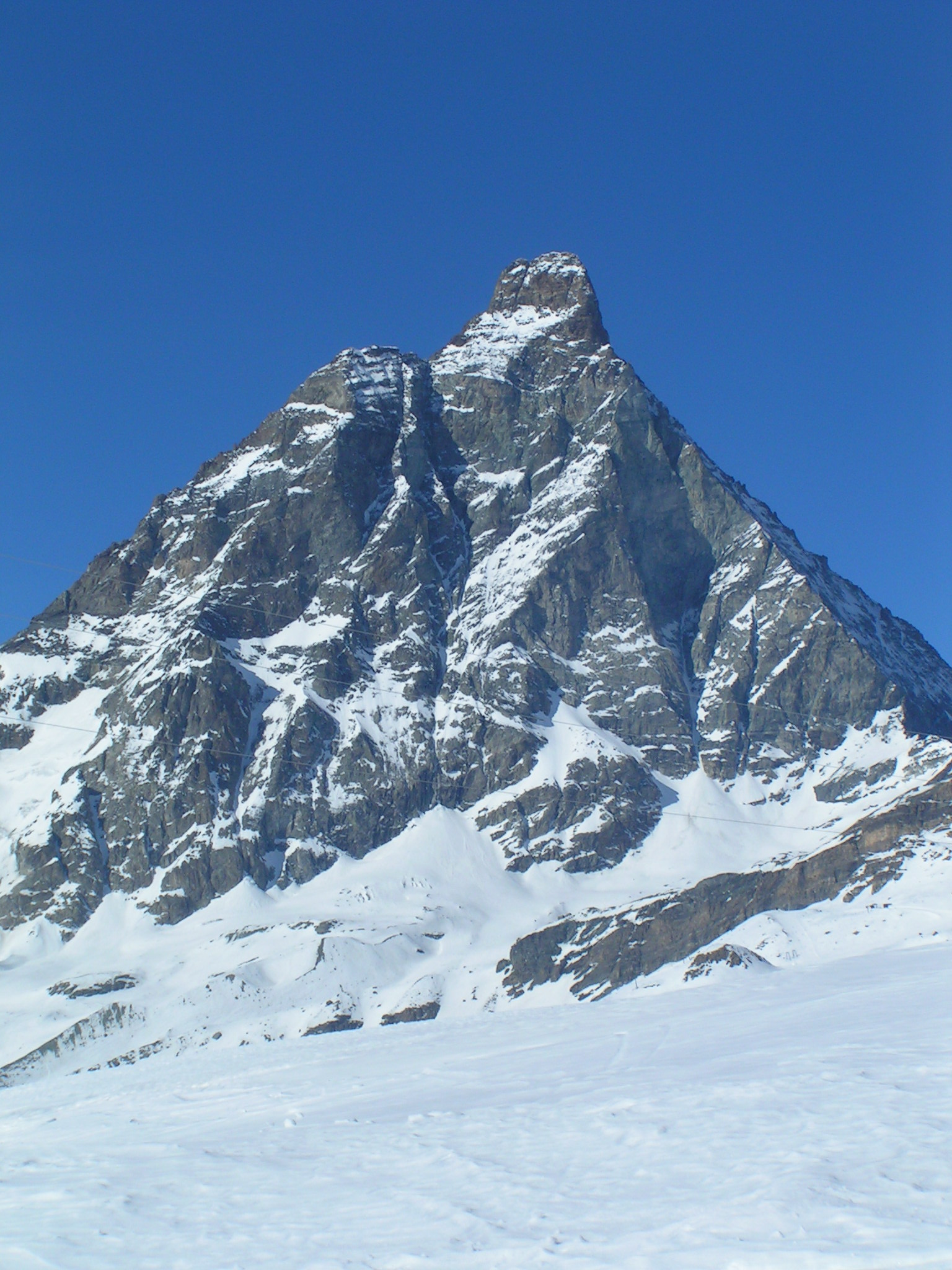
Matterhorn Südseite vom Skigebiet Breuil-Cervinia aus gesehen

Valtournenche ist eine italienische Gemeinde in der autonomen Region Aostatal.
Die Gemeinde hat 2179 Einwohner (Stand 31. Dezember 2023). Der eigentliche Ort Valtournenche liegt in 1330 m s.l.m. im gleichnamigen Tal Valtournenche. Durch das Tal fließt die Marmore.
Valtournenche ist Mitglied der Unité des Communes valdôtaines Mont-Cervin.
Valtournenche ist der historische Hauptort des Tales. Die heutige Gemeinde Valtournenche setzt sich zusammen aus dem Hauptort Pâquier (1528 m) und den Dörfern Barmasse, Bioley, Brengaz, Breuil (2003 m), Busserailles, Chaloz, Champ l'éve, Châtelard, Cheneil, Cheperon, Crépin (1577 m), Crétaz (1502 m), Clou, Cré, Cré-du-Pont, Duerche, Euillaz, Fontaine, La Muranche, La Vénaz, Laviel, Layet, Losanche (1640 m), Le Lou (Loz), Maën, Maisonnasse, Montaz, Mont-Mené, Mont-Perron, Moulin, Pâquier (chef-lieu), Pecou, Les Perrères, Saix, Servaz, Singlin, Tourtourouse, Tsignanaz, Ussin und Valmartin.
Der Ort gilt als Wiege des Alpinismus in Italien. Von dort starteten im 19. Jahrhundert Expeditionen zum etwa 12 km entfernten Matterhorn. Zu Valtournenche gehört unter anderem auch der Urlaubsort Breuil-Cervinia (2003 m), von dem heutzutage die Matterhornbesteigungen von der italienischen Südseite aus beginnen.
Die Nachbargemeinden sind Antey-Saint-André, Ayas, Bionaz, Chamois, Torgnon und Zermatt (Schweiz).
Von 1939 bis 1946 trug der Ort den italianisierten Namen Valtornenza.

## Persönlichkeiten
- Jean-Antoine Carrel (1829–1890), Bergführer
- Amé Gorret (1836–1907), Priester und Alpinist
- Antonio Herin (1896–1990), Skilangläufer und Militärpatrouillenläufer
- Daniele Pellissier (1904–1972), Skisportler und Bergführer